# جيف برازير
جيف برازير (بالإنجليزية: Jeff Brazier)‏ هو مقدم تلفزيوني ولاعب كرة قدم بريطاني، ولد في 27 مايو 1979 في Tiptree ‏ في المملكة المتحدة. لعب مع نادي ليتون أورينت.

## وصلات خارجية
- جيف برازير على موقع Soccerbase.com (لاعب) (الإنجليزية)
- جيف برازير على موقع IMDb (الإنجليزية)
- جيف برازير على موقع قاعدة بيانات الفيلم (الإنجليزية)